# Michael Booker (Footballspieler)
Michael Booker (* 27. April 1975 in Cincinnati, Ohio) ist ein ehemaliger American-Football-Spieler auf der Position des Cornerbacks. Er spielte für die Atlanta Falcons und die Tennessee Titans in der National Football League (NFL).

## Frühe Jahre
Booker ging in Oceanside, Kalifornien, auf die Highschool. Später besuchte er die University of Nebraska. Mit dem Collegefootballteam der Universität gewann Booker 1996 den Fiesta Bowl. In diesem Spiel gelang ihm eine Interception, welche er zum Touchdown zurück trug. Seine Leistung wurde mit dem Defensive-MVP-Titel belohnt.

## NFL

### Atlanta Falcons
Booker wurde im NFL-Draft 1997 von den Atlanta Falcons in der ersten Runde an elfter Stelle ausgewählt. In seiner zweiten Saison gewann er mit den Falcons den NFC-Titel und spielte im Super Bowl XXXIII, welcher aber mit 19:34 gegen die Denver Broncos verloren ging.

### Tennessee Titans
Nach drei Jahren bei den Falcons heuerte Booker bei den Tennessee Titans an. Hier blieb er zwei Jahre und beendete danach seine Karriere.